# Carlos José Tissera
Carlos José Tissera (Río Cuarto, 10 settembre 1951) è un vescovo cattolico argentino.

## Biografia
È nato a Río Cuarto il 10 settembre 1951.

### Formazione e ministero sacerdotale
All'età di 14 anni decise di entrare nel seminario maggiore Jesús Buen Pastor della sua città e al termine del ciclo di studi umanistici entrò nel seminario maggiore Nuestra Señora de Loreto di Córdoba, dove ha studiato filosofia.
Si è poi laureato in teologia presso la Pontificia università cattolica argentina.
Il 7 aprile 1978 è stato ordinato sacerdote per la diocesi di Villa de la Concepción del Río Cuarto dal vescovo Moisés Julio Blanchoud. 
Dopo l'ordinazione sacerdotale ha iniziato il ministero pastorale come viceparroco del santuario del Signore della Buona Morte a Villa Reducción. 
Nel 1981 è stato nominato parroco di Nuestra Señora de la Merced ad Adelia María.
Dal 1983 è divenuto superiore e direttore spirituale del seminario maggiore Jesús Buen Pastor, lo stesso dove ha studiato. 
Nel 1992 è stato nominato parroco della cattedrale dell'Immacolata Concezione di Río Cuarto. È stato membro del consiglio presbiterale, del collegio dei consultori, dell'équipe di accompagnamento sacerdotale e coordinatore dell'équipe di formazione permanente dei sacerdoti.

### Ministero episcopale
Il 16 novembre 2004 papa Giovanni Paolo II lo ha nominato vescovo di San Francisco. Ha ricevuto la consacrazione episcopale presso la chiesa di San Francisco Solano a Río Cuarto, il 6 febbraio 2005, per mano del vescovo di Río Cuarto Ramón Artemio Staffolani, co-consacranti l'arcivescovo di Salta Moisés Julio Blanchoud ed il vescovo ausiliare di Buenos Aires Mario Aurelio Poli.
Il 12 ottobre 2011 papa Benedetto XVI lo ha nominato vescovo di Quilmes.

## Genealogia episcopale e successione apostolica
La genealogia episcopale è:
- Cardinale Scipione Rebiba
- Cardinale Giulio Antonio Santori
- Cardinale Girolamo Bernerio, O.P.
- Arcivescovo Galeazzo Sanvitale
- Cardinale Ludovico Ludovisi
- Cardinale Luigi Caetani
- Cardinale Ulderico Carpegna
- Cardinale Paluzzo Paluzzi Altieri degli Albertoni
- Papa Benedetto XIII
- Papa Benedetto XIV
- Papa Clemente XIII
- Cardinale Bernardino Giraud
- Cardinale Alessandro Mattei
- Cardinale Pietro Francesco Galleffi
- Cardinale Giacomo Filippo Fransoni
- Cardinale Carlo Sacconi
- Cardinale Edward Henry Howard
- Cardinale Mariano Rampolla del Tindaro
- Cardinale Antonio Vico
- Arcivescovo Filippo Cortesi
- Cardinale Antonio Caggiano
- Vescovo Adolfo Roque Esteban Arana
- Vescovo Ramón Artemio Staffolani
- Vescovo Carlos José Tissera

La successione apostolica è:
- Vescovo Marcelo Julián Margni (2018)
- Vescovo Eduardo Gonzalo Redondo Castanera (2023)